# Fatimidi
Fatimidi so bili islamska vladarska rodbina v severni Afriki. Leta 909 jo je ustanovil šiitski voditelj Ubajdulah (al Mahdi), ki je trdil, da je potomec Fatime, hčere preroka Mohameda in njegove prve žene Hadidže. 
Z vojsko domačih Berberov je Ubajdulah do leta 914 osvojil vso arabsko severno Afriko do meje Egipta. Njegov pravnuk je leta 969 osvojil Egipt, ki se je zaradi osvajalne politike dinastije in podpore trgovini ponovno razvil v cvetočo državo, Fatimidski kalifat. Ustanovili so tudi novo egipčansko prestolnico Kairo.
Po letu 1100 je začela Fatimidska država počasi propadati. Leta 1171 je Fatamide strmoglavil kurdski vojskovodja Saladin.